# 高谷好一
高谷 好一（たかや よしかず、1934年3月18日 - 2016年3月12日）は、日本の生態学者。京都大学名誉教授、滋賀県立大学名誉教授。専攻は東南アジア地域研究。

## 来歴・人物
滋賀県守山市出身。京都大学理学部を経て、同大学院理学研究科修了。京都大学東南アジア研究センター助手・助教授を経て、1975年より同教授。1995年から2004年まで滋賀県立大学人間文化学部地域文化学科教授。2005年より、聖泉大学総合研究所所長・教授。2013年に瑞宝中綬章受章。
2016年3月12日、滞在先のインド・チャンディーガルのホテルにて81歳で没した。

## 主な著作
- 『熱帯デルタの農業発展－メナム・デルタの研究－』（創文社）
- 『東南アジアの自然と土地利用』（勁草書房）
- 『マングローブに生きる－熱帯多雨林の生態史－』（NHKブックス）
- 『コメをどう捉えるのか』（NHKブックス）
- 『新世界秩序を求めて－21世紀への生態史観－』（中公新書）
- 『「世界単位」から世界を見る－地域研究の視座－』（京都大学学術出版会）
- 『多文明世界の構図－超近代の基本的論理を考える－』（中公新書）
- 『地域間研究の試み』（京都大学学術出版会）
- 『地域学の構築』（サンライズ出版）
- 『二人の湖国 日本は滋賀から始まった 』（サンライズ出版）
- 『地域研究から自分学へ』（京都大学学術出版会）
- 『世界単位論』（京都大学学術出版会）
- 『世界単位 日本 列島の文明生態史』（京都大学学術出版会）